# Probewohnen
Mit Probewohnen werden die ersten Tage des Bezugs einer stationären Einrichtung bezeichnet. Probewohnen gibt es sowohl in der Behindertenhilfe als auch bei Pflegeheimen.
Das Probewohnen soll dazu dienen, im tatsächlichen Betrieb festzustellen, ob die ausgewählte Einrichtung für den Bewohner geeignet ist und ob sie seinen Wünschen und Vorstellungen entspricht. Ein Probewohnen wird auch bei Patienten des Maßregelvollzugs durchgeführt, bei denen die Entlassung vom Bezug eines Heims oder einer Wohngruppe abhängig gemacht wird und deshalb vorab geprüft werden soll, ob das Wohnen im Heim oder in der Wohngruppe überhaupt tragfähig genug ist, um die Entlassung aus dem Maßregelvollzug zu rechtfertigen.
§ 11 Abs. 2 WBVG sieht – analog der Probezeit im Arbeitsrecht – vor, dass ein Bewohner einen Heimvertrag innerhalb der ersten zwei Wochen fristlos kündigen kann. Die Frist beginnt mit Beginn des Vertragsverhältnisses, allerdings nicht vor Aushändigung der schriftlichen Vertragsunterlagen an den Bewohner.